# Asygyna coddingtoni
Espèce
Asygyna coddingtoni est une espèce d'araignées aranéomorphes de la famille des Theridiidae.

## Distribution
Cette espèce est endémique de Madagascar.

## Étymologie
Cette espèce est nommée en l'honneur de Jonathan A. Coddington.

## Publication originale
- Agnarsson, 2006 : Asymmetric female genitalia and other remarkable morphology in a new genus of cobweb spiders (Theridiidae, Araneae) from Madagascar. Biological Journal of the Linnean Society, vol. 87, p. 211-232.